# Kotsovolos
Kotsovolos är en hemelektronikkedja i Grekland som grundades 1950 i Aten. Företaget har över 2 000 anställda och 82 butiker över hela Grekland. Det ägs av Currys Plc.